# Triflát měďnatý
Triflát měďnatý (systematický název trifluormethansulfonát měďnatý) je měďnatá sůl kyseliny trifluormethansulfonové; její chemický vzorec je Cu(OSO2CF3)2. Tato látka, která byla poprvé popsána v roce 1972. je silnou Lewisovou kyselinou. Používá se jako katalyzátor některých organických reakcí, například Dielsovy–Alderovy reakce a cyklopropanačních reakcí (podobně jako octan rhodnatý).